# أمير الظل: مهندس على الطريق (رواية)
أمير الظل: مهندس على الطريق هي روايةٌ كتبها القيادي الفلسطيني عبد الله البرغوثي في زنازين الاحتلال الاسرائيلي، تبدأ الرواية بالرد على ابنة كاتب الرواية الأسير عبد الله غالب البرغوثي «تالا» التي شهدت لحظة اعتقاله عام 2003، ويقول «من أنت؟، ولماذا أنت؟»، تسأل عن الأب الذي تركها في السيارة لحظة اعتقاله. تروي القصة سيرة الصمود أمام السجان وأمام العشر سنوات من السجن الانفرادي تحدث فيه عن قصة حياته بالتفصيل ومقاومته للاحتلال. وخلال فترة اعتقاله استطاع الأسير البرغوثي تأليف عدة كتب من داخل سجنه منها: «الماجدة»، «فلسطين العاشقة والمعشوق»، «المقصلة»، «المقدسي»، «شياطين الهيكل المزعوم».